# Stijn Appel
Pour les articles homonymes, voir Appel.
Stijn Appel, né le 14 novembre 1996, à Spanbroek, est un coureur cycliste néerlandais. 

## Biographie
Stijn Appel commence le cyclisme à l'âge de quinze ans en empruntant le vieux vélo de son père. Dans les premières de sa carrière, il pratique exclusivement le VTT. Il termine notamment sixième du championnat des Pays-Bas de cross-country espoirs en 2017. Il représente par ailleurs son pays lors des championnats d'Europe. 
En 2020, il intègre l'équipe continentale À Bloc CT. Il décide à cette occasion de délaisser le VTT pour se consacrer davantage aux compétitions sur route. Rapide au sprint, il se classe cinquième d'une étape de la Flèche du Sud en 2022. L'année suivante, il s'impose sur une étape du Tour du lac Poyang . Il s'agit de son premier succès acquis sur une compétition inscrite au calendrier de l'UCI. 

## Palmarès sur route

### Par années
- 2023
  - 5e étape du Tour du lac Poyang
  - 2e du Midden-Brabant Poort Omloop

### Classements mondiaux
| Année                                 | 2023  |
| ------------------------------------- | ----- |
| Classement mondial                    | 1339e |
|                                       |       |
| Légende : nc = non classéSource : UCI |       |

## Palmarès en VTT
- 2024
  - 3e du championnat des Pays-Bas de beachrace